# Dominic Schmuck
Dominic Schmuck (25 de mayo de 1996) es un deportista alemán que compite en biatlón. Ganó dos medallas de plata en el Campeonato Europeo de Biatlón, en los años 2021 y 2023, ambas en el relevo mixto.

## Palmarés internacional
| Campeonato Europeo | Campeonato Europeo       | Campeonato Europeo | Campeonato Europeo |
| Año                | Lugar                    | Medalla            | Prueba             |
| ------------------ | ------------------------ | ------------------ | ------------------ |
| 2021               | Duszniki-Zdrój (Polonia) | Medalla de plata   | Relevo mixto       |
| 2023               | Lenzerheide (Suiza)      | Medalla de plata   | Relevo mixto       |